# Campeonato Sudamericano de Clubes Campeones 1996
El Campeonato Sudamericano de Clubes Campeones 1996 fue la trigésima cuarta edición de lo que era el torneo más importante de clubes de baloncesto en Sudamérica, después de la Liga Sudamericana de Clubes.
Fue realizado en Concepción y Talca.
El título de esta edición fue ganado por el Independiente de General Pico (Argentina).

## Equipos participantes
| País             | Equipo                        |
| ---------------- | ----------------------------- |
| Argentina 1 cupo | Independiente de General Pico |
| Bolivia 1 cupo   | Ingavi                        |
| Brasil 2 cupos   | Cesp/Río Claro Franca         |
| Chile 1 cupo     | Universidad Concepción        |
| Perú 1 cupo      | Club de Regatas Lima          |
| Uruguay 1 cupo   | Club Atlético Cordón          |